# Epocilla
Genre
Epocilla est un genre d'araignées aranéomorphes de la famille des Salticidae.

## Distribution
Les espèces de ce genre se rencontrent en Asie du Sud-Est, en Asie du Sud, en Asie de l'Est et à l'île Maurice. Epocilla calcarata a été introduite à Hawaï et aux Seychelles.

## Liste des espèces
Selon World Spider Catalog (version 22.5, 18/07/2021) :
- Epocilla aura (Dyal, 1935)
- Epocilla aurantiaca (Simon, 1885)
- Epocilla blairei Żabka, 1985
- Epocilla calcarata (Karsch, 1880)
- Epocilla chimakothiensis Jastrzebski, 2007
- Epocilla femoralis Simon, 1901
- Epocilla innotata Thorell, 1895
- Epocilla mauriciana Simon, 1901
- Epocilla picturata Simon, 1901
- Epocilla praetextata Thorell, 1887
- Epocilla sirohi Caleb, Chatterjee, Tyagi, Kundu & Kumar, 2017
- Epocilla xylina Simon, 1906

## Publication originale
- Thorell, 1887 : « Viaggio di L. Fea in Birmania e regioni vicine. II. Primo saggio sui ragni birmani. » Annali del Museo civico di storia naturale di Genova, vol. 25, p. 5-417 (texte intégral).